# Qui je fus
Pour les articles homonymes, voir Qui je fus (homonymie).

Publié en 1927, Qui je fus est le premier recueil du poète belge, installé à Paris, Henri Michaux. Il s'agit d'une œuvre dans laquelle Michaux s'interroge sur sa propre identité, sur le rapport entre présent et passé, vie et mort, en mêlant prose, poésie, récit philosophique, en « une forme imprévue de fiction réflexive ».

## La genèse du texte

### Une voie qui se cherche
Qui je fus est un recueil de poèmes écrit entre 1922 et 1927 par Henri Michaux. Il paraît en août 1927 dans La Nouvelle Revue Française (Gallimard) dans la collection « Une œuvre, un portrait », avec un portrait de l'auteur gravé sur bois par Georges Aubert. Gravure qui sera d'ailleurs la seule image réaliste d'Henri Michaux publiée de son vivant. Paru juste avant le grand voyage de l'auteur en Équateur, Qui je fus marque un tournant dans la vie artistique de l'auteur. Durant cinq années, de 1922 à 1927, le jeune Henri Michaux confie ses écrits à des revues et sous forme de plaquettes, comme il continuera, du reste, à le faire sa vie durant, de manière fragmentaire. Au total, ce sont vingt-sept textes qu'il publie sous le nom d'« Henry Michaux ». Nous retrouvons dans Qui je fus, neuf de ces courts textes. Cette période représente pour le poète un moment de troubles et il refusera longtemps de voir publier sa production d'alors. Seuls treize poèmes sur quinze de la section « Poèmes » et « Fils de morne » sont inédits. Ce qui différencie les premiers écrits précédents Qui je fus du recueil définitif tient peut-être dans cette formule décrivant un auteur qui « cherche sa voie, ses voies, cherche à poser sa voix, qu'il sent lui-même une et si multiple ». Dans Qui je fus, « qui défait le roman en se jouant de la confession et de l'autobiographie », Michaux parvient à exprimer ou esquisser ce qu'il ressentait fébrilement à travers son désir d'invention de soi et d'une forme correspondant à ce projet.

## La poétique deQui je fus

### Sur le genre

#### Prose, poésie, roman, récits
On n'est pas seul dans sa peau. 
	Premier recueil publié en 1927, Qui je fus est une œuvre qui mêle la prose au genre poétique en passant par la philosophie, dans une tentative de roman qui se convertit peu à peu en récits multiformes. On pourrait le qualifier de journal, ou de carnet de bord d'un voyage intérieur. En tout cas, la pensée de quelqu'un qui cherche son chemin dans la vie autant que dans la littérature.
Il est divisé en dix chapitres, ou sections, qui interrogent chacun à leur manière les limites de l'écriture. Michaux affirmait dans une lettre à Franz Hellens datant de 1923 : « J'écris, j'écris enfin de la prose », c'est-à-dire « De la prose Marcel Proust », en l'opposant à l'écriture automatique des surréalistes. Il cherche à atteindre le style roman : « C'est-à-dire tout, tout autour de la moindre chose. » Ainsi, au long des dix parties qui se succèdent pour composer Qui je fus, la voix de l'auteur est sans cesse troublée, comme dérangée par des interlocuteurs étrangers qui viennent perturber son discours. Le « Je » énonciateur assume parfois de ne faire qu'un avec le sujet poétique, comme dans « Adieu à une ville et à une femme », laissant même percer quelques indices autobiographiques ; d'autres fois, comme dans « Toujours son “Moi” », le lecteur assiste à une véritable bataille entre écrivain et langage dont l'issue passe par le rythme et la polyphonie : « Les influences singulières deviennent une modalité du double ; le double n'est lui-même que la forme matérialisée de la force de l'influence dans sa diversité proprement infinie. D'où une sorte de polyphonie, qui devient la variante même. »

### Sur le style

#### Rythmes, polyphonie, plis
En ce qui concerne la fonction du rythme comme « rassembleur de sujet », tel que l'analyse Henri Meschonnic, elle aura une importance centrale dans l’œuvre entière du poète.

On peut dire que la force de cette poésie vient de l'effet d'oralité qui entraîne le lecteur à se mettre à l'écoute du récitatif, plus qu'à tenter de comprendre le sens de la narration... l'activité d'un discours dans son mode spécifique de signifier. Mais ce petit recueil est en somme bien plus riche qu'une simple division entre prose et poésie, tant il complexifie et dérange les catégories habituelles. Il se manifeste avant tout comme une remise en cause des genres établis que Michaux ne cessera plus d'explorer dans la suite de ses écrits. En 1939, il se présentera ainsi, dans son introduction à Peintures, dans un texte intitulé « Qui il est » :
Ses livres : Qui je fus, Ecuador, Un barbare en Asie, Plume, La nuit remue l'ont fait passer pour poète.
Il peint depuis peu.

Le déplacement des activités créatrices est un des plus étranges voyages en soi qu'on puisse faire.
 Dans le premier volume des éditions de la Pléiade, Raymond Bellour distingue au moins quatre grands modes pour « répondre à la variété comme à l'unicité de l'invention de Michaux » : narratif, déductif, évocatif et invocatif. Notons que la nature de cette logique a pu être analysée comme celle du pli par L. Brown, s'inspirant autant de la psychanalyse lacanienne que de la philosophie de Deleuze, pour saisir le mouvement propre à l'écriture michaldienne Mais que ce soit dans les fragments de ses « Énigmes », texte dédié à Jules Supervielle, ou dans « Fils de morne », qui relèverait presque de la science-fiction, ce qui frappe toujours dans cette écriture, c'est son humour et son besoin de s'affranchir des étiquettes, et du mortier des conventions. Dans sa préface au recueil, Bernard Noël parle d'« un barbare en poésie ».
La neuvième section du recueil porte un titre générique, « Poèmes », mais au vu de l'ensemble, mêlant avec ironie le roman, la philosophie, la poésie, on comprend que cette écriture à la recherche de son « Grand Secret » s'effectue au-delà des genres. Cinq poèmes sur quinze, et principalement celui intitulé « Glu et Gli », fondé sur l'énumération, l'interjection et l'onomatopée, présentent une part plus importante de « langage forgé », qualifié par René Bertelé d'« espéranto lyrique ».

### Éditions
- Henri Michaux, Œuvres Complètes I, Paris, Gallimard, coll. « Bibliothèque de la Pléiade », édition établie par Raymond Bellour, avec Ysé Tran, 1998
- Henri Michaux, Qui je fus, précédé de Les Rêves et la Jambe, Fables des origines et autres textes, préface de Bernard Noël, édition de Raymond Bellour, avec Ysé Tra, Paris, Gallimard, coll. « Poésie », 2000

#### Ouvrages critiques
- Robert Bréchon, Michaux, Paris, Gallimard, coll. « Petite bibliothèque idéale », 1959
- Cahier de l'Herne, Henri Michaux, Paris, Éditions de l'Herne, 1966
- André Pieyre de Mandiargues, « Qui je fus », La Quinzaine littéraire, dossier Michaux, n° 156, 16 janvier 1973
- Jean-Pierre Martin, Paris, Henri Michaux, écritures de soi, expatriations, Éditions José Corti, 1994
- Henri Meschonnic, La Rime et la vie, Paris, Verdier, 1990 ; rééd. Paris, Gallimard, coll. « Folio essais », 2006
- Llewellyn Brown, L'Esthétique du pli dans l'œuvre de Henri Michaux, Caen, Lettres Modernes Minard, 2007

## Émission radiophonique
- Les Nuits de France Culture par Philippe Garbit, "Henri Michaux est un aristocrate sanglé dans une intelligence brûlant celui qui l'approche",1ère diffusion : 24/10/1999, consultée en ligne sur https://www.franceculture.fr/emissions/les-nuits-de-france-culture/henri-michaux-est-un-aristocrate-sangle-dans-une-intelligence-brulant-celui-qui-lapproche

## Film documentaire
- Henri Michaux [Images animées] / réalisation Robert Bober, auteur et interviewer Pierre Dumayet, participant Pierre Bergounioux - [Paris] : Bibliothèque publique d'information [distrib.], [DL 2009]. - 1 DVD vidéo monoface toutes zones (54 min) : 4/3, coul. (PAL), son.. - (Lire et relire ; 4). Cop. : la Sept ARTE : VF films production, 1994.911 (BPI).